# Stora Björntjärnet
Stora Björntjärnet är en sjö i Eda kommun i Värmland och ingår i Göta älvs huvudavrinningsområde. Sjöns area är 0,012 kvadratkilometer och den befinner sig 176 meter över havet.